# Vlugge zwartlijftor
De vlugge zwartlijftor (Crypticus quisquilius) is een kever behorend tot de familie der zwartlijven. De kevers zijn te vinden op grassen in steppe- en zandige biotopen. 

## Kenmerken
De zwarte kevers zijn 4,5 tot 6 mm lang. De kale kevers zijn eivormig. De cilindrische larven bereiken een lengte van 12 mm.

## Levenswijze
Ze verblijven vaak op droge zandplekken onder stenen en planten en kunnen heel snel over de grond rennen. Crypticus quisquilius voedt zich met afval.

## Verspreiding
Crypticus quisquilius komt voor in het Palearctisch gebied. Het verspreidingsgebied strekt zich uit van Europa via Rusland en de Kaukasus tot aan Mongolië. In Europa is de soort wijdverspreid en meestal algemeen. Crypticus quisquilius is de enige vertegenwoordiger van zijn geslacht in Midden-Europa.